# Crushed
«Crushed» (с англ. — «В чувствах») — второй эпизод американского мини-сериала «Мисс Марвел» (2022), основанного на одноимённом персонаже комиксов Marvel. В этом эпизоде Камала Хан начинает контролировать свои способности и узнаёт больше об истории своей семьи. Действие эпизода происходит в медиафраншизе «Кинематографическая вселенная Marvel» (КВМ), разделяя преемственность с фильмами франшизы. Сценаристом выступила Кейт Гримтон, а режиссёром — Мира Менон.
Иман Веллани исполняет роль Камалы Хан; в эпизоде также сыграли Мэтт Линтц, Ясмин Флетчер, Зенобия Шрофф, Мохан Капур, Саагар Шейх, Риш Шах, Лорел Марсден, Ариан Моайед, Алисия Рейнер, Лэйт Накли, Нимра Буча, Азар Усман и Травина Спрингер.
Эпизод «В чувствах» был выпущен на Disney+ 15 июня 2022 года.

## Сюжет
Камала Хан при помощи своего друга Бруно начинает тренировки по контролю над своими силами; Бруно делает вывод, что браслет лишь активировал исходящие из девушки силы. Накия, подруга Камалы, недовольна тем, что в Совете мечети доминируют мужчины и решает выставить свою кандидатуру на выборах в совет мечети. Камала, Накия и Бруно отправляются на вечеринку Зоуи, где встречают Камрана, нового старшеклассника с британо-пакистанскими корнями. Прибытие полиции прерывает вечеринку, однако Камале удаётся подружиться с Камраном. Во время семейного ужина с невестой своего брата Тайишей, Камалу посещает видение таинственной женщины и она теряет сознание. Перед сном девушка спрашивает свою бабушку Сану и маму о прабабушке Аише, изначальной владелице браслета, но те отказываются разговаривать. Агенты Департамента США по ликвидации разрушений (DODC) Клири и Дивер допрашивают Зоуи о произошедшем на AvengerCon и решают проверить южноазиатские общины ближайшего триштатья. На ежегодном праздновании Курбан-байрам мальчик соскальзывает с балкона мечети, но Камала успевает спасти его с помощью своих сил, после чего её вновь посещает видение таинственной женщины. Агенты DODC во главе с Дивер пытаются задержать Камалу, но Камран помогает ей сбежать на своей машине и знакомит Камалу со своей матерью, женщиной из видений Камалы.

## Маркетинг
Постер к эпизоду был представлен официальным аккаунтом сериала в Твиттере через 7 дней после его выхода.

## Релиз
Эпизод «В чувствах» был выпущен на стриминговом сервисе Disney+ 15 июня 2022 года.

## Реакция
На сайте-агрегаторе рецензий Rotten Tomatoes эпизод имеет рейтинг 95 % со средней оценкой 8 из 10 на основе 82 рецензий. Эмма Фрейзер из IGN дала серии 8 баллов из 10 и написала, что «второй эпизод „Мисс Марвел“ продолжает увлекательно развивать сюжет, сочетая реальные исторические события со сверхспособностями, которыми Камала только учится пользоваться». Сара Шаффи из The A.V. Club поставила серии оценку «B» и отметила, что ей понравилась сцена, в которой «Накия говорит о ношении хиджаба». Кирстен Говард из Den of Geek вручила эпизоду 4 звезды из 5 и понадеялась, что в следующей серии зрители получат «больше информации о браслете, прабабушке Камалы и её новых способностях». Арезу Амин из Collider дала серии оценку «A» и подчеркнула, что сериалу удаётся балансировать между подростковым жанром и устоями КВМ. Джек Шеперд из GamesRadar присвоил эпизоду 3 звезды с половиной из 5 и посчитал, что «Камала — замечательное дополнение к франшизе Marvel, а Иман Веллани продолжает прекрасно улавливать дух персонажа».